# Ikrény
Ikrény é um município da Hungria, situado no condado de Győr-Moson-Sopron. Tem 15,58 km² de área e sua população em 2015 foi estimada em 1.826 habitantes.